# Diego Sanchez
Diego "The dream" Sanchez, (født 31. december 1981 i Albuquerque, New Mexico i USA) er en amerikansk MMA-udøver som konkurrerer i organisationen UFC's weltervægtsdivision.
I UFC har han sejre mod blandt andre Kenny Florian, Nick Diaz, Joe Stevenson og danske Martin Kampmann.

## MMA

### Tidlige karriere
Sanchez har en baggrund i brydning- og Brasiliansk Jiu-jitsu og fik sin professionelle MMA-debut i organisationen King of the Cage 2002 hvor han senere blev titelholder.

### Ultimate Fighting Championship
Sanchez var ubesejret i sine 17 første professionelle MMA-kampe inden han tabte til Josh Koscheck den 7. april 2007 på UFC 69.
Sanchez var en af deltagerne i den første sæson af UFC's realityserie The Ultimate Fighter og besejrede Kenny Florian i finalen den 9. april 2005 i mellemvægtsklassen. I og med sejren vandt han også en sekscifret" (US dollar) kontrakt med organisationen. Efter at have haft ni kampe i mellemvægt i UFC debuterede han i letvægt på UFC 95 den 21. februar 2009 mod Joe Stevenson. Efter at have besejret Stevenson og Clay Guida i letvægt tog han en titelkamp mod B.J. Penn på UFC 107 den 12. december 2009. Sanchez tabte matchen på point og valgte derefter at vende tilbage i weltervægt. Hans første kamp i weltervægt siden sin tid som letvægter kom på UFC 114 den 29. maj 2010 da han tabte til John Hathaway på point.
Den 15. februar 2012 kæmpede han som hovedkamp mod amerikanske, Jake Ellenberger på UFC on Fuel TV: Sanchez vs. Ellenberger. Sanchez tabte til Ellenberger via en enstemmig afgørelse. De vandt begge Fight of the Night-prisen for deres indsats.
Sanchez seneste sejr var mod polske Marcin Held som han slog via en enstemmig afgørelse på The Ultimate Fighter Latin America 3 Finale: dos Anjos vs. Ferguson den 5. november 2016.